# Nepoměřice
Nepoměřice är en ort i Tjeckien.   Den ligger i regionen Mellersta Böhmen, i den centrala delen av landet, 60 km öster om huvudstaden Prag. Nepoměřice ligger 457 meter över havet och antalet invånare är 205.
Terrängen runt Nepoměřice är lite kuperad. Runt Nepoměřice är det ganska glesbefolkat, med 23 invånare per kvadratkilometer. Närmaste större samhälle är Kolín, 16,8 km norr om Nepoměřice. Trakten runt Nepoměřice består till största delen av jordbruksmark.